# Pedro Arruebo
Pedro Arruebo ou Pedro de Arruebo, né en 1608 à Tramacastilla de Tena, dans la vallée de Tena, municipalité de Sallent de Gallego, province de Huesca (Aragon, Espagne) est un paysan, laboureur et éleveur aragonais qui fut l’objet d’un important procès en sorcellerie entre 1637 et 1640.

## Historique
La sorcellerie se manifeste au XVIIe siècle dans cette partie du Haut Aragon, où un grand nombre de femmes sont dites possédées du démon. La justice ordinaire promulgue des sortes d’état d’exception afin de poursuivre les sorciers et sorcières. De fait, il existe trois juridictions pour traiter ces cas : la justice épiscopale, la justice ordinaire, et la justice royale, selon la qualification des chefs d’accusation. Cinq grandes affaires de sorcelleries se produisent en Aragon, parmi lesquelles le cas de Pedro Arruebo est le plus emblématique.
Entre 1637 et 1643, des cas de possession se produisent dans deux villages de la vallée de Tena, Tramacastilla et Sandiniés, impliquant 62 femmes. Le responsable et instigateur de cette épidémie serait Pedro de Arrueba, un laboureur et éleveur aisé, installé sur la pardina (exploitation agricole) de Lartosa ou La Artosa (aujourd’hui engloutie sous les eaux du barrage hydro-électrique de Búbal) et accusé d’être un sorcier. 
Intelligent, rusé, audacieux, mais surtout attiré par les femmes et la boisson, il commence par fuir devant une première accusation. En 1637, il revient incognito, menace de mort les filles de ses ennemis et les contraint à des relations sexuelles sous la menace de les ensorceler. Les cas de possession diabolique de femmes se multiplient dans les environs. Le diable apparaît à de nombreuses reprises sous des formes variées, dont celle d’un prêtre ou d’un « Français ». Au point que le roi Philippe III d’Aragon envoie sur place l’Inquisiteur général, Bartolomé Guijarro y Carrillo. Celui-ci meurt au cours de son enquête, et Pedro Arruebo est suspecté d’avoir provoqué cette mort « par maléfices ». Les procès reprennent. Au total il aura comparu devant le tribunal de l’Inquisition à Saragosse entre les années 1635 et 1640. Parmi ses complices principaux figurent deux de ses compagnons de débauche, Miguel Guillén, un tailleur, et Juan de Larrat, un chirurgien d’origine béarnaise, ainsi qu’un nommé Lucas Aznar et sa sœur. 
Les rigueurs de l’Inquisition se sont atténuées et les peines de mort, fréquentes au siècle précédent (la dernière condamnation à mort par l’Inquisition en Aragon remonte à 1537), ne sont plus appliquées. Cependant, par l’arrêt du tribunal de l’Inquisition, Pedro Arruebo, pour avoir « mis le démon en de nombreux lieux, et donné au diable plus de mille six cents femmes »  (ce chiffre sera ramené à un peu plus de deux cents), est condamné à 200 coups de fouet et est envoyé pour quelques années aux galères royales, ce qui signifie, étant donné les conditions de vie sur les galères, la mort à plus ou moins court terme. 
Après le procès, ce sont près de deux cents femmes qui sont réunies pour une grande séance d’exorcisme devant l’église de Tramacastillo, où l’on fait également un autodafé des amulettes et du matériel de sorcellerie. 
La trace de Pedro Arruebo est alors perdue. Un document signale sa présence à Madrid, ce qui pourrait laisser penser soit qu’il s’est évadé, soit que sa peine a été remise en contrepartie d’un pèlerinage à Rome.
Ces faits furent relatés par Blasco de Lanuza dans un livre paru en 1653 : Patrocinio d'anchels y combate de demonios (« protection d’anges et combat de démons »).